# الکساندرا مایسنیتزر
الکساندرا مایسنیتزر (انگلیسی: Alexandra Meissnitzer؛ زادهٔ ۱۸ ژوئن ۱۹۷۳) اسکی‌باز آلپاین اهل اتریش است.